# Pseudicius tokaraensis
Pseudicius tokaraensis är en spindelart som först beskrevs av Bohdanowicz, Prószynski 1987.  Pseudicius tokaraensis ingår i släktet Pseudicius och familjen hoppspindlar. Inga underarter finns listade i Catalogue of Life.